# Zuger Kirschen

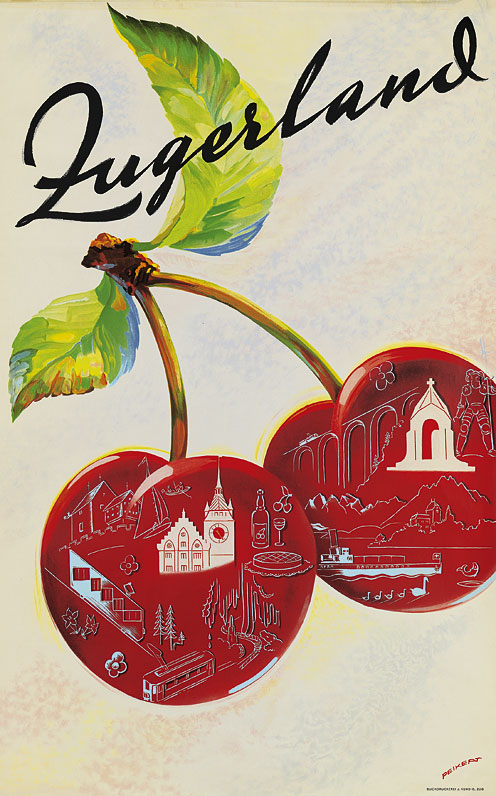
Plakat «Zugerland», 1939

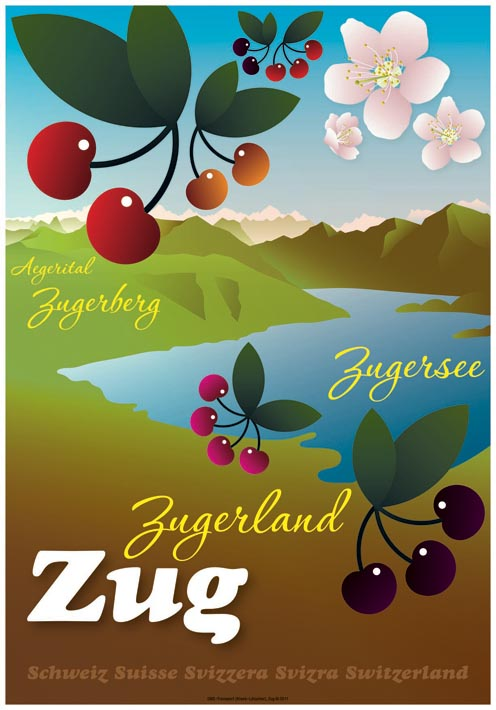
Plakat «Zug-Chriesiland», 2011

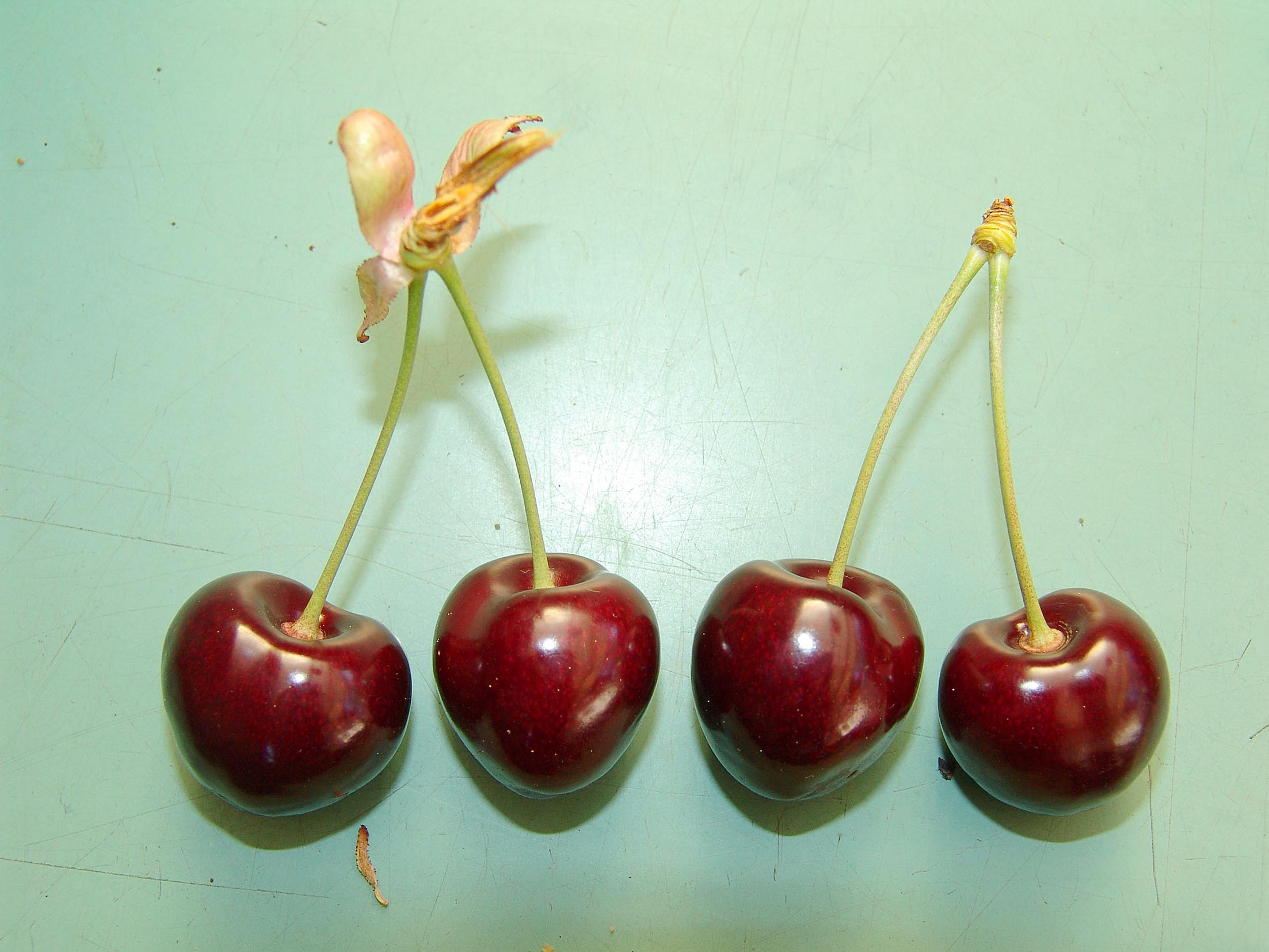
Zuger Chriesi

Die Kultur der Zuger Kirschen (Schweizerdeutsch: Zuger Chriesi) ist rund 600 Jahre alt und prägt durch den Kirschenanbau sowie eine Vielzahl von Bräuchen und Kirschenprodukten die Identität der Region Zug wesentlich mit. 

## Geschichte
Die ältesten Kirschensteine auf dem Gebiet des heutigen Kantons Zug wurden im Weiler Hagendorn bei Cham ausgegraben. Sie stammen aus den Jahren 170 bis 270 und belegen, dass die Edelkirsche, wie in der Naturalis historia erwähnt, in römischer Zeit nördlich der Alpen verbreitet war.
Erste schriftliche Zeugnisse für den Kirschenanbau am Zugersee setzen in der Mitte des 14. Jahrhunderts ein. Aussagekräftige Schriftquellen zur Kirschenkultur bieten jedoch erst Protokolle der städtischen und ländlichen Obrigkeiten im 17. und 18. Jahrhundert. Die Bäume und deren Früchte auf der Zuger Allmend galten damals als Allgemeingut, selbst wenn Private sie pflanzten. Kirschenholz war als Brenn- und Baumaterial begehrt. Deshalb belegte die Obrigkeit einige Waldgebiete mit einem Bann und verurteilte «Holzfrevler» mit Gefängnis oder hohen Bussen.
Der «Zuger Chriesimärt» (Zuger Kirschenmarkt) wurde 1627 erstmals urkundlich als «kriesymerckht» erwähnt. Die «Zuger Chriesigloggä», eine Art Erlaubnisglocke, die früher den offiziellen Start der Kirschenernte einläutete, ist seit 1711 nachweisbar. Der «Zuger Chriesisturm» bestand gemäss einer Nacherzählung von 1886 darin, dass die Bürger auf das Glockenzeichen hin mit ihren Leitern auf die Zuger Allmend rannten, sie an die volkseigenen Bäume stellten und die frischen Kirschen pflücken durften.
Der Zuger Kirsch (Obstbrand) genoss bereits im 18. Jahrhundert über die Landesgrenzen hinaus einen guten Ruf, und das Zugerland war bekannt für seine Kirschbäume. 1870 wurde zwecks Steigerung der Kirschqualität und des Exportes die «Kirschwasser-Gesellschaft in Zug» gegründet. 1915 gelangte in der Konditorei von Heiri Höhn an der Alpenstrasse die erste Zuger Kirschtorte in den Verkauf. Nachdem Höhn mit seiner Kreation 1923 die Goldmedaille an der Schweizerischen Kochkunst-Ausstellung gewonnen hatte, wurde sie von anderen Zuger Konditoreien nachgeahmt. 
2006 wurde die Idee der «1000 Kirschbäume für Zug» lanciert und daraus 2008 die «IG Zuger Chriesi» gegründet. Zur Förderung der regionalen Kirschenkultur riefen die Kantone Zug, Schwyz und Luzern 2009 den Verein «Zuger & Rigi Chriesi» ins Leben. Der Verein setzte sich für die Lancierung der Schutzmarken «AOP/GUB Zuger Kirsch» und «AOP/GUB Rigi Kirsch» sowie die Einführung der Schutzmarke «IGP/GGA Zuger Kirschtorte» ein. 2010 erklärte der Zuger Regierungsrat das «Zuger Chriesi als Kulturgut» zu einem Legislaturziel, 2011 machte der Zuger Stadtrat das Projekt «1000 Kirschbäume für Zug» zu einem seiner Legislaturziele. Im selben Jahr wurde die «Zuger Kirschtorten-Gesellschaft» in Steinhausen gegründet und der Verein «Aegeri Chriesi» in Oberägeri ins Leben gerufen.
Der Kirschenanbau im Kanton Zug figuriert seit 2011 unter den lebendigen Traditionen der Schweiz, die im Rahmen des immateriellen Kulturerbes der UNESCO auf nationaler Ebene erfasst wurden.

## Wirtschaftlicher Stellenwert
Bezüglich Baumbestand erreichte die Zuger Kirschenkultur ihren Höhepunkt 1951. In diesem Jahr erfasste man anlässlich der periodischen Obstbaumzählung im Kanton Zug den Bestand von 44’482 Kirschbäumen. Danach setzte aufgrund reger Bautätigkeit und Veränderungen in der Landwirtschaft ein Rückgang der Hochstamm-Bäume ein. Zudem sorgten die tiefen Kirschpreise dafür, dass manche Bauern ihre Kirschen nicht mehr ernteten und verkaufen konnten. Von den über 400 Bauernbetrieben im Kanton Zug betreiben rund drei Viertel Kirschenanbau (Stand 2013).

## Förderung
«IG Zuger Chriesi» ist die Bezeichnung für eine 2008 in der Stadt Zug gegründete Interessengemeinschaft (IG), welche die Förderung der Zuger Kirschen und Kirschenkultur in der Region Zug zum Zweck hat. Schweizweite Aufmerksamkeit fand die Gruppierung mit ihrem Projekt «1000 Kirschbäume für Zug», das die Pflanzung von 1000 neuen Hochstamm-Kirschbäumen in der Region Stadt Zug innert 10 Jahren zum Ziel hatte. Es sollte helfen, den markanten Rückgang des Kirschbaumbestandes zu bremsen und die Zuger Kirschenkultur mit ihren Produkten zu fördern. Ende 2018 konnte das ambitionierte Projekt mit der Pflanzung von 1000 Kirschbäumen an 80 Standorten rund um die Stadt Zug erfolgreich abgeschlossen werden.
Die Interessengemeinschaft ging aus einem von der Stadt Zug initiierten Ideenwettbewerb hervor, der 2007 unter dem Titel «Wir sind Zug» gestartet wurde. Hierbei rief die städtische Regierung die Bevölkerung dazu auf, Projektideen zur Aufwertung und Bereicherung des städtischen Lebens einzureichen. 
Die IG hat seit 2008 massgebend zur Belebung und Ausweitung des alljährlichen «Zuger Chriesimärts» auf dem Zuger Landsgemeindeplatz beigetragen. 2009 sorgte die IG mit der Neuinterpretation des «Zuger Chriesisturms» für landesweite Schlagzeilen. Bei diesem Anlass rennen Männer und Kinder mit langen Chriesileitern und Frauen mit Chriesihutten (Rückentragkörben) durch die Zuger Altstadt, sobald um 12 Uhr die «Zuger Chriesigloggä» der Kirche St. Michael läutet. Das Rennen zieht jedes Jahr Hunderte von Zuschauern und Touristen aus dem In- und Ausland an. 
Eine wichtige Rolle spielte die IG bei der Lancierung von neuen Kirsch-Produkten (siehe Abschnitt Moderne Neukreationen).

## Produkte

### Zuger Kirschtorte
Die Zuger Kirschtorte ist eine aus zwei Japonaisböden, Biskuit, Kirschsirup und Kirschtortencrème bestehende runde Torte aus dem Kanton Zug. Die Oberfläche der Torte ist mit Puderschnee bestäubt, der Tortenrand mit gerösteten Mandelscheiben dekoriert. Die Torte ist maximal 5 Zentimeter hoch und hat einen Durchmesser von mindestens 10 Zentimetern. Das so genannte Rautenmuster im Puderschnee ist ebenfalls Teil des Originalrezepts. Die Zuger Kirschtorte ist seit 2015 unter der Bezeichnung «IGP/GGA Zuger Kirschtorte» gesetzlich geschützt und darf ausschliesslich «AOP Zuger Kirsch» oder «AOP Rigi Kirsch» enthalten.

### Zuger Kirsch
Der Zuger Kirsch ist ein traditionelles, aus Kirschen gebranntes Destillat, das ausschliesslich in der Region Zug hergestellt wird.
Seit 2013 ist der Zuger Kirsch, genauso wie der Rigi Kirsch, im Register der geschützten Ursprungsbezeichnungen AOP (Appellation d’Origine Protégée) eingetragen und geniesst besonderen Schutz. Nur wer Kirschen aus einem bestimmten Perimeter in der Region Zug-Rigi verwendet, sie in der Region destilliert und das AOP-Pflichtenheft erfüllt, darf seine Kirschbrände «Zuger Kirsch» oder «Rigi Kirsch» nennen. Der Perimeter umfasst den ganzen Kanton Zug, die neun Schwyzer Gemeinden Arth, Küssnacht am Rigi, Steinen, Steinerberg, Sattel, Lauerz, Schwyz, Gersau, Brunnen-Ingenbohl sowie die sieben Luzerner Gemeinden Weggis, Meggen, Vitznau, Greppen, Meierskappel, Adligenswil und Udligenswil. 
Der Zuger Kirsch genoss bereits im 18. Jahrhundert über die Landesgrenzen hinaus einen gewissen Bekanntheitsgrad. 1870 schlossen sich die Chriesibauern und Kirschbrenner zusammen und gründeten die «Kirschwasser-Gesellschaft in Zug», um die Qualität des Kirschs zu verbessern und den Export anzukurbeln. Die mit unzähligen internationalen Auszeichnungen und Goldmedaillen prämierte Vereinigung unterhielt um 1900 eigene Depots und Agenturen in Europa, Russland, Kleinasien, Nord- und Südamerika sowie in der Karibik. In der Folge etablierten sich die zahlreichen Haus- und Gewerbebrennereien rund um den Zugersee und die Nachfrage nach Kirsch wuchs weiter an. Der Zuger Kirsch ist heute weltberühmt und bildet das Kernprodukt der 600-jährigen Zuger Kirschenkultur.

### Moderne Neukreationen

#### Zuger Chriesiwurst
2009 wurde mit der «Zuger Chriesiwurst» eine neue Kirschenspezialität mit getrockneten Kirschen lanciert. Die Wurst besteht aus einem Grundbrät mit gehacktem Rinds- und Schweinefleisch, Halsspeck, Eis, Wasser und Gewürzen. Dazu kommen getrocknete schwarze Zuger Kirschen, die verkleinert in die Brätmasse vermengt werden.

#### Zuger Chriesigloggä
2011 wurde in Zug das 300-Jahr-Jubiläum der ersten Erwähnung der «Zuger Chriesigloggä» gefeiert. Gleichzeitig wurde die Zuger Chriesigloggä, eine neue Kirschenspezialität in Glockenform aus Schokolade mit Kakao und Kirschengelee (mit oder ohne Zuger Kirsch) lanciert. 

#### Zuger Chriesibier
Das Zuger Chriesibier ist das Produkt einer Baarer Brauerei. Lanciert wurde das Spezialbier 2012 zum 150-Jahr-Jubiläum des Familienunternehmens. Das Bier enthält Saftkonzentrat aus Zuger Kirschen und wird darum mit dem Motto «hiesig chriesig» beworben.

#### Zuger Chriesijoghurt
Im Sommer 2013 lancierte die Firma Nestlé Hirz das Zuger Chriesi Joghurt. Es enthält ausschliesslich Kirschen aus dem Kanton Zug.